# Тур Швейцарии 1937
5-й выпуск Тура Швейцарии — шоссейной многодневной велогонки по дорогам Швейцарии. Гонка проводилась с 31 июля по 7 августа 1937 года. Победу одержал швейцарский велогонщик Карл Личи.

## Маршрут
Гонка состояла из 8 этапов, общей протяженностью 1468 километров.
| Этап | Дата   | Маршрут              | type | Длина (км) | Победитель     | Лидер генеральной классификации |
| ---- | ------ | -------------------- | ---- | ---------- | -------------- | ------------------------------- |
| 1    | 31 июл | Цюрих – Кур          |      | 233        | Лео Амберг     | Лео Амберг                      |
| 2    | 1 авг  | Кур – Беллинцона     |      | 127        | Лео Амберг     | Лео Амберг                      |
| 3    | 2 авг  | Беллинцона – Люцерн  |      | 175        | Пауль Эгли     | Лео Амберг                      |
| 4    | 3 авг  | Люцерн – Сьон        |      | 197        | Жорж Кристианс | Карл Личи                       |
| 5    | 4 авг  | Сьон – Интерлакен    |      | 170        | Карл Личи      | Карл Личи                       |
| 6    | 5 авг  | Интерлакен – Лозанна |      | 171        | Лео Амберг     | Карл Личи                       |
| 7    | 6 авг  | Лозанна – Золотурн   |      | 185        | Жорж Кристианс | Карл Личи                       |
| 8    | 7 авг  | Золотурн – Цюрих     |      | 210        | Эмиль Киевский | Карл Личи                       |

## Итоговое положение
| \| Генеральная классификация \| Генеральная классификация \| Генеральная классификация \| Генеральная классификация \| Генеральная классификация \| \| Гонщик \| Гонщик \| Команда \| Время \| \| \| ------------------------- \| ------------------------- \| ------------------------- \| ------------------------- \| ------------------------- \| \| 1-й \| Карл Личи \| \| 43ч 29' 01 \| \| \| 2-й \| Лео Амберг \| \| + 11' 19 \| \| \| 3-й \| Вальтер Блаттман \| \| + 20' 22 \| \| \| 4-й \| Энрико Молло \| \| + 27' 22 \| \| \| 5-й \| Роберт Циммерман \| \| + 28' 45 \| \| \| 6-й \| Вернер Бухвальдер \| \| + 29' 10 \| \| \| 7-й \| Чезаре Дель Канчиа \| \| + 30' 36 \| \| \| 8-й \| Пауль Эгли \| \| + 38' 02 \| \| \| 9-й \| Жорж Кристианс \| \| + 38' 41 \| \| \| 10-й \| Курт Штеттлер \| \| + 49' 48 \| \| |                    |         |            |
| |                    |         |            |
| |                    |         |            |
| Генеральная классификация |                    |         |            |
| Гонщик | Гонщик             | Команда | Время      |
| 1-й | Карл Личи          |         | 43ч 29' 01 |
| 2-й | Лео Амберг         |         | + 11' 19   |
| 3-й | Вальтер Блаттман   |         | + 20' 22   |
| 4-й | Энрико Молло       |         | + 27' 22   |
| 5-й | Роберт Циммерман   |         | + 28' 45   |
| 6-й | Вернер Бухвальдер  |         | + 29' 10   |
| 7-й | Чезаре Дель Канчиа |         | + 30' 36   |
| 8-й | Пауль Эгли         |         | + 38' 02   |
| 9-й | Жорж Кристианс     |         | + 38' 41   |
| 10-й | Курт Штеттлер      |         | + 49' 48   |

| Горная классификация | Горная классификация | Горная классификация | Горная классификация | Горная классификация |
| Гонщик               | Гонщик               | Команда              | Очки                 |                      |
| -------------------- | -------------------- | -------------------- | -------------------- | -------------------- |
| 1-й                  | Карл Личи            |                      | 49 очков             |                      |
| 2-й                  | Энрико Молло         |                      | 39 очков             |                      |
| 3-й                  | Чезаре Дель Канчиа   |                      | 36 очков             |                      |

| Горная классификация | Горная классификация | Горная классификация | Горная классификация | Горная классификация |
| Гонщик               | Гонщик               | Команда              | Очки                 |                      |
| -------------------- | -------------------- | -------------------- | -------------------- | -------------------- |
| 1-й                  | Карл Личи            |                      | 49 очков             |                      |
| 2-й                  | Энрико Молло         |                      | 39 очков             |                      |
| 3-й                  | Чезаре Дель Канчиа   |                      | 36 очков             |                      |

| Командная классификация по времени | Командная классификация по времени | Командная классификация по времени | Командная классификация по времени |
| Команда                            | Команда                            | Время                              |                                    |
| ---------------------------------- | ---------------------------------- | ---------------------------------- | ---------------------------------- |
| 1-й                                | Швейцария                          | 130ч 58' 44                        |                                    |
| 2-й                                | Италия                             | + 1ч 38' 07                        |                                    |
| 3-й                                | Бельгия                            | + 2ч 02' 42                        |                                    |

| Командная классификация по времени | Командная классификация по времени | Командная классификация по времени | Командная классификация по времени |
| Команда                            | Команда                            | Время                              |                                    |
| ---------------------------------- | ---------------------------------- | ---------------------------------- | ---------------------------------- |
| 1-й                                | Швейцария                          | 130ч 58' 44                        |                                    |
| 2-й                                | Италия                             | + 1ч 38' 07                        |                                    |
| 3-й                                | Бельгия                            | + 2ч 02' 42                        |                                    |